# Известия ЦК КПСС
«Известия ЦК КПСС» — информационный ежемесячный журнал, издание ЦК КПСС, выходил в Москве в 1989—1991, публиковал материалы о работе ЦК и других органов партии, документы из партийных архивов. В самом издании напечатано: „«Известия ЦК КПСС» издавались  в 1919-1929 гг., возобновлены в 1989 г.“, имеется ввиду:  «Известия ЦК КПСС» —  преемник журнала «Известия ЦК РКП(б)/ВКП(б)».
3 октября 1988 года было издано  Постановление Политбюро ЦК КПСС:
1. Принять предложение Общего отдела ЦК КПСС об издании информационного журнала «Известия Центрального Комитета Коммунистической партии Советского Союза» («Известия ЦК КПСС»).

2. Образовать Редакционный совет журнала «Известия ЦК КПСС» в следующем составе: тт. Горбачев М. С., Медведев В. А., Яковлев А. Н., Разумовский Г. П., Пуго Б. К., Болдин В. И., Кручина H. Е., Смирнов Г. Л. Издание журнала поручить Общему отделу ЦК КПСС.

3. Общему отделу совместно с Управлением делами ЦК КПСС рассмотреть практические вопросы издания журнала и внести предложения в Политбюро.
Первый номер был издан в январе 1989 года. Последний номер был издан в августе 1991 года. После Августовского путча 1991 года журнал прекратил своё существование.
Тираж журнала в 1989 году составлял 650 000 экземпляров (в том числе — 150 000 в твёрдой обложке).
В 1991 году была издана книга «Реабилитация : Политические процессы 30—50-х годов», составленная из публикаций в журнале «Известия ЦК КПСС» (составитель И. В. Курилов и другие; главный редактор  А. Н. Яковлев).